# Peisey-Nancroix
Peisey-Nancroix é uma comuna francesa na região administrativa de Auvérnia-Ródano-Alpes, no departamento da Saboia. Estende-se por uma área de 70.64 km². Em 2010 a comuna tinha 668 habitantes (densidade: 9,5 hab./km²).